# Animal Factory
(Earl Copen / Willem Dafoe)
Animal Factory è un film neo-noir del 2000 diretto da Steve Buscemi, tratto dall'omonimo romanzo di Edward Bunker.
Si svolge interamente nella prigione di San Quentin, negli USA.

## Trama
Ron Decker (Edward Furlong), giovane di buona famiglia, viene arrestato per possesso di marijuana. In prigione il ragazzo si attira le simpatie di Earl Copen (Willem Dafoe), che all'inizio lo aiuta con i primi problemi all'interno della prigione. Ma il ragazzo, poco prima dell'udienza definitiva, viene quasi stuprato da un carcerato e per vendetta lo accoltella insieme a Earl. Quando viene scoperto, riceve una pessima nota di comportamento e il giudice, preoccupato di rilasciare una persona pericolosa, conferma la sentenza di 5 anni di reclusione.
Tornato dentro, Earl gli propone di evadere e, dopo aver valutato i vari rischi, i due decidono di scappare attraverso il camion della spazzatura, usando delle sbarre di ferro per fermare la pressa. Al momento dell'evasione, Ron riesce ad entrare nella pressa mentre Earl viene quasi scoperto da una guardia, e torna indietro. Il ragazzo riesce così ad evadere, mentre Earl resta in prigione.

## Tematiche
Il tema principale è sicuramente quello del rapporto di solidarietà fra detenuti, spesso più forte di quello tra cosiddetti ''civili'' e di comportamenti più umani anche delle guardie carcerarie. Inoltre è evidente voler definire il carcere come "fabbrica delle bestie". Il film mostra infatti come in un ambiente in cui si è costantemente a rischio e sotto pressione, anche piccoli delinquenti come il protagonista si possono facilmente trasformare in assassini.

## Curiosità
- Il cantante dello show nel carcere è Antony Hegarty e canta la canzone Rapture.